# Finlands Röda Kors
Finlands Röda Kors (FRK, Suomen Punainen Risti, SPR), är en finländsk frivilligorganisation som ingår i den internationella Röda Kors-rörelsen. Röda Korsets uppgift är att hjälpa utsatta människor i hemlandet och utomlands. Finlands Röda Kors har omkring 67 000 medlemmar, 111 000 blodgivare och 206 000 regelbundna donatorer. Verksamheten är uppdelad i 12 distrikt och 412 lokalavdelningar. Varje distrikt har en egen distriktsbyrå som stöder lokalavdelningarnas verksamhet.

## Verksamhet
FRK är främst en frivillig biståndsorganisation med katastrofhjälp, första hjälpen och blodtjänst som mest synliga arbetsformer. Organisationen bedriver därutöver en mångsidig verksamhet som erbjuder olika åldersgrupper hjälp, rådgivning och kurser i första hjälpen och olika sociala och humanitära frågor. FRK engagerar och utbildar frivilliga inom olika verksamhetssektorer. 

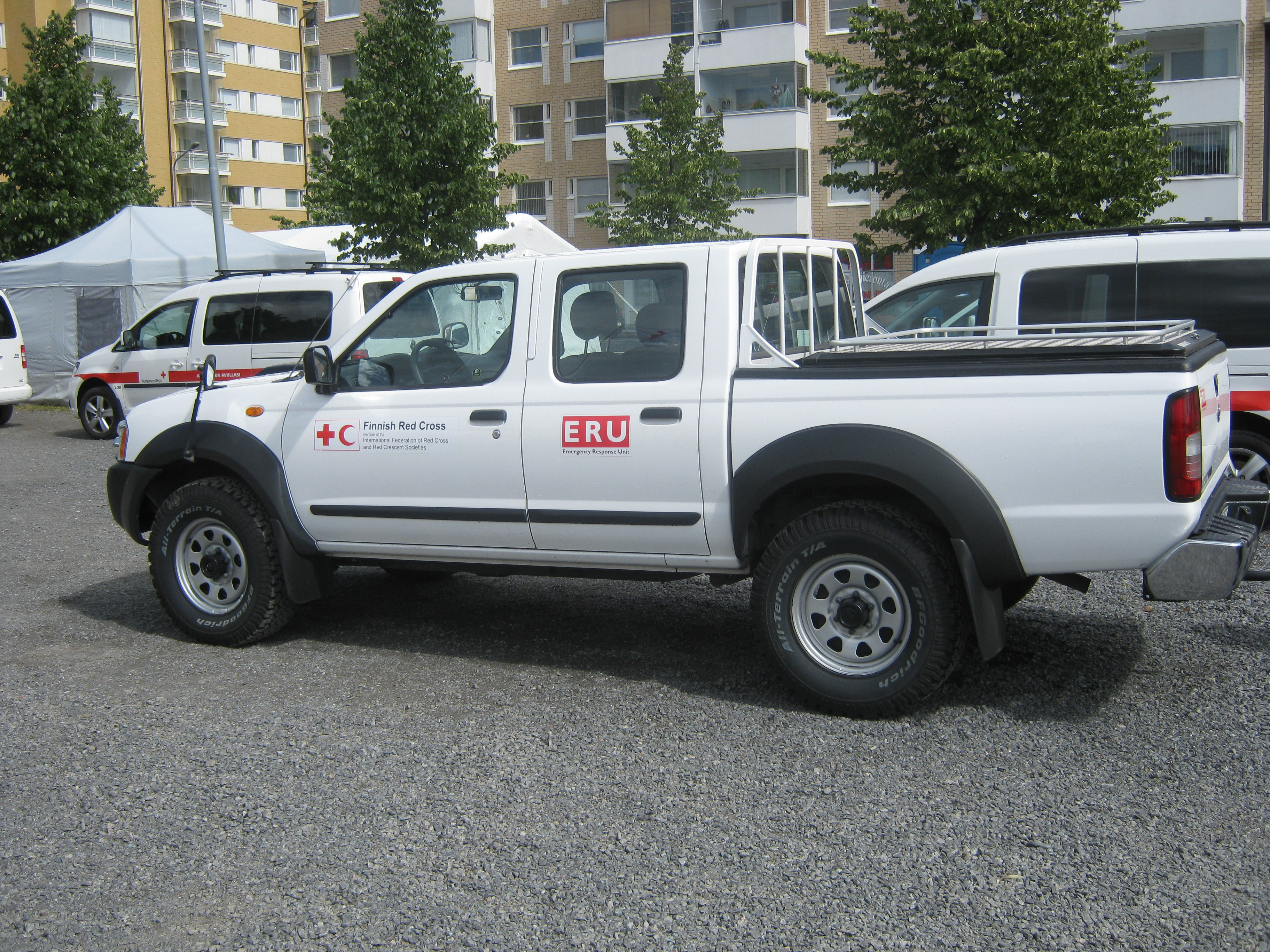
Ett av Finlands Röda Kors fordon.

Av dessa kan nämnas vänverksamheten med omkring 10 000 deltagare, första hjälpen-verksamheten med beredskapsgrupper och frivillig räddningstjänst, hälsofrämjande kurser och missbruksrådgivning, ungdomsarbete som bland annat inkluderar gatuarbete och upprätthållandet av skyddshem (tillfälligt boende för den som utsatts för våld i nära relationer). Inom ramen för FRK:s mångkulturella verksamhet ordnas för invandrare bland annat språkkurser, läxläsningscirklar och rådgivning i rättsliga och sociala frågor. 
På det internationella planet fungerar organisationen som huvudsaklig kanal för statens katastrofhjälp till olycksdrabbade områden utomlands. FRK utbildar hjälparbetare för tjänst i utlandet. Personer som genomgått grundkursen för hjälparbetare och är villiga att vid behov åka utomlands för att distribuera hjälp bildar en personreserv. Årligen deltar ungefär 100 hjälparbetare i FRK:s katastrofarbete på olika håll i världen. 
FRK:s verksamhet finansieras med medlemsavgifter och bland annat försäljning av olika alster (adresser, julkort, första hjälpen-material etc.), genom lotterier och basarer. Intäkterna från insamlingar, av vilka Hungerdagen fått stor publicitet och återverkat gynnsamt på insamlingsresultatet, kanaliseras till internationell och nationell hjälpverksamhet.

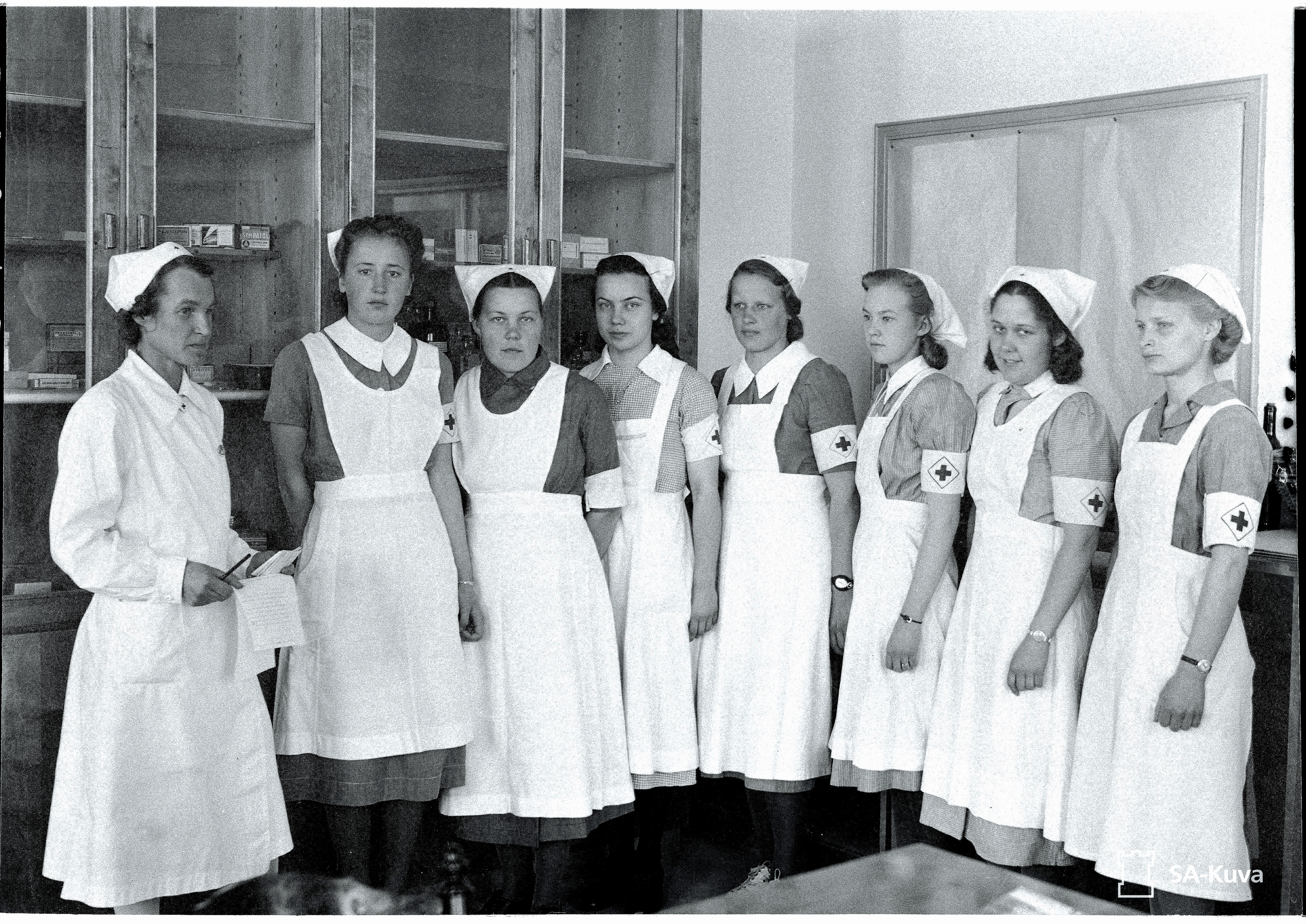
Några av Finlands Röda Kors hjälpsystrar i Uleåborg 6.3 1942.

## Historik
Finlands Röda Kors leder sitt ursprung från Föreningen för sjuka och sårade krigares vård, som bildades den 7 maj 1877. Det nuvarande namnet togs i bruk år 1918.
Mindre än två månader efter att Föreningen för sjuka och sårade krigares vård hade grundats skickade föreningen en ambulans och ett fältsjukhus för att delta i vården av sjuka och sårade under rysk-turkiska kriget 1877–1878.  
De första Första hjälpen-kurserna ordnades år 1885, då poliser och de som arbetade på järnvägar utbildades. År 1929 började Första hjälpen-lådorna tillverkas. De första lådorna var ämnade för landsbygden och för att hjälpa människor i avlägsna områden.
Mannerheims barnskyddsförbund var anslutet till Finlands Röda Kors från 1925 till 1950, då FRK fick offentligrättslig karaktär och dess stadgar fastslogs genom förordning. Blodgivningsverksamheten överfördes till Röda Korset 1948.